# 2014 год в телевидении
Список «2014 год в телевидении» описывает события в мире телевидения, произошедшие в 2014 году.

## Январь
- 1 января —
  - Прекращение вещания и закрытие детского телеканала «KidsCo»[1];
  - Прекращение вещания ярославского телеканала «Я24»[2][3][4];
  - В Новомосковске телеканал «РЕН ТВ» начал эфирное вещание на 6 ТВК[5];
  - В Кирове запущен новый развлекательный телеканал «Девятка», подготовка к запуску которого длилась с июля 2013 года[6][7];
  - Начало кабельного и спутникового вещания телеканала «ЛДПР-ТВ»[8];
  - Украинский телеканал «Star TV» прекратил вещание и был заменён на «Dobro», а его контент перешёл на «A-One Украина»[9];
  - Эротический телеканал «Private Spice» прекратил вещание и был заменён новым телеканалом «Brazzers TV Europe»[10].
- 10 января — Новым генеральным директором медиахолдинга «РБК» назначен Николай Молибог. Ранее он занимал пост первого заместителя генерального директора компании[11].
- 13 января — 
  - Ребрендинг украинского телеканала «Real Estate TV» в телеканал для женщин «Бигуди»[12].
  - Смена логотипа красноярского телеканала «Енисей».
- 15 января — В кабельной сети «СКТС» Южно-Сахалинска запущен телеканал «Солнце ТВ»[13][неавторитетный источник].
- 20 января —
  - Прекращение вещания телеканала «Синергия ТВ» и начало вещания телеканала «Смена»[14];
  - Смена логотипа, а также смена оформления на телеканале «РЕН ТВ».
- 29 января — Начало отключения вещания телеканала «Дождь» в сетях некоторых кабельных и спутниковых операторов из-за скандала, связанного с созданием на его сайте опроса, посвящённого 70-летию снятия блокады Ленинграда[15].
- 31 января — «Телеканал Деда Мороза», запущенный 1 декабря 2013 года в кабельных сетях «Ростелеком» и «Онлайм», прекратил вещание[16][17].
- Начало вещания музыкального телеканала «ТМВ.RU» («Твой Мир Восток»)[18].
- Казахстанский телеканал «Мәдениет» прекратил вещание в связи с объединением телеканалов «Білім» и «Мәдениет» в один — «Білім және Мәдениет», который начал вещание в обновлённом формате — 18 часов в сутки[19].
- Запущен национальный армейский телеканал Венесуэлы «TV FANB», доступный для просмотра в кабельных сетях. В феврале — запуск телеканала, нацеленного на молодёжную аудиторию[20].

## Февраль
- 1 февраля —
  - Запуск телеканала «RTG International»[21].
  - В Казахстане в тестовом режиме запущен отечественный телеканал о путешествиях «Туран ТВ»[22].
  - В Иванове на частоте телеканала «ИВТ» начал вещание телеканал «Барс Плюс»[23].
- 7 февраля — Канал «Paramount Comedy» перешёл на вещание в стандарте высокой чёткости (HD)[24].
- 10 февраля — Завершение переформатирования украинского телеканала «УНИАН-ТВ» из познавательно-информационного в спортивно-новостной[25].
- 14 февраля — Начало вещания телеканала для юных девушек «СТС Love» холдинга «СТС Медиа»[26].

## Март
- 4 марта — «Discovery HD Showcase» в России заменён на версию телеканала «Discovery Channel Russia» в стандарте высокой чёткости (HD)[27][28].
- 18 марта —
  - «Animal Planet Russia» начал вещание в стандарте высокой чёткости (HD), заменив «Animal Planet Europe»[29];
  - В Казахстане прекратил вещание развлекательный телеканал «Ел Арна» медиахолдинга «Агентство „Хабар“», на аналоговых частотах вещания его заменил круглосуточный информационный телеканал «24.kz»[30].
- 21 марта —
  - «Закон ТВ» прекратил своё вещание[31];
  - Официальное начало вещания познавательного телеканала «World Business Channel» (WBC), вещание ведётся в стандарте высокой чёткости (HD)[32].
- 24 марта — Объявлено о возобновлении проведения общенационального конкурса «ТЭФИ»[33].
- 31 марта — Начало вещания первого круглосуточного телеканала Лондона «London Live»[34].

## Апрель
- 1 апреля —
  - Начало вещания телеканала «ID Xtra» медиахолдинга «Discovery Communications»[35].
- 2 апреля — Запуск Общественной телерадиовещательной корпорацией Кыргызской Республики (ОТРК) нового телеканала «Маданият» («Культура»)[36].
- 4 апреля — Официальное начало вещания цифрового телеканала «Русский детектив» холдинга ВГТРК[37].
- 9 апреля — Украинский спутниковый оператор «Лыбидь ТВ[укр.]» прекратил своё вещание[38].
- 12 апреля — Официальное начало вещания первого республиканского телеканала Карачаево-Черкесии «Архыз 24»[39].
- 15 апреля — Официальное начало вещания международного познавательно-развлекательного канала «IQ HD» холдинга ВГТРК[40].
- 20 апреля — Начало тестового вещания обновлённого белорусского музыкального телеканала «Первый музыкальный».
- 25 апреля — Ребрендинг канала «Diva Universal» в «Е! Entertainment» и начало его вещания в формате 16:9[41].
- 29 апреля —
  - Ребрендинг канала «Viasat Explorer» в «Viasat Explore»[42];
  - Каналы «TV1000», «TV1000 Action», «TV1000 Русское кино», «Viasat History» и «Viasat History HD», «Viasat Nature» и «Viasat Nature HD» сменили свои логотипы и графическое оформление[42].
- Красноярский телеканал «Центр красноярск Красноярск» перешёл на вещание в стандарте высокой чёткости (HD)[43].

## Май
- 1 мая — Украинский телеканал «Моя Дитина[укр.]» приостановил вещание со спутника «Astra 4A» (4.8° в. д.) из-за сложной политической ситуации в стране и проведения кардинального изменения программного наполнения[44][45].
- 4 мая — В Греции начал вещание новый государственный телеканал NERIT («Новое греческое радио, интернет и телевидение»), заменивший собой телеканал DT, временно вещавший после закрытия Греческой корпорации телерадиовещания (ERT)[46].
- 10 мая — Начало официального вещания азербайджанского телеканала «Region TV[англ.]»[47].
- 12 мая — Телеканал «2x2» в Миассе (7 ТВК) и Новомосковске (21 ТВК) заменён на телеканал «Пятница!»[48].
- 19 мая —
  - Ребрендинг канала «Подмосковье» в «360°» и начало его вещания в стандарте высокой чёткости (HD)[49];
  - В Екатеринбурге прекратил своё вещание первый уличный телеканал «Соль», запущенный 19 декабря 2013 года[50].
- 26 мая — Французский оператор спутниковой связи Eutelsat объявил о начале вещания первого в Европе демо-канала, поддерживающего стандарт Ultra HD (4K)[51].
- 30 мая — последний выпуск программы «Другие новости» и других передач из сетки 12:15 — 15:00 («Дело ваше», «Истина где-то рядом» и «Понять. Простить»)

## Июнь
- 1 июня —
  - Официальное начало вещания детского телеканала «Мульт» холдинга ВГТРК[52];
  - Телерадиокомпания «Мир» запустила телеканал высокой чёткости «Мир HD» (в тестовом режиме)[53];
  - «Muz TV Moldova» по решению основателя прекратил вещание[54];
  - В России вступил в силу закон, обязывающий телеканалы показывать перед началом передач с содержанием курительных сцен заставку-предупреждение о вреде курения[55].
- 3 июня — В Санкт-Петербурге из-за финансовых проблем приостановил вещание телеканал «Ваше общественное телевидение!» («ВОТ!»)[56]. Вещание возобновлено 5 июня[57].
- 23 июня — Переход телеканала «Живи!» на формат вещания 16:9 и начало вещания в его эфире программ телеканала «Veria Living»[58].
- 26 июня — Церемония вручения телевизионной премии «ТЭФИ—2014» в категории «Дневной эфир»[59].
- 27 июня — Церемония вручения телевизионной премии «ТЭФИ—2014» в категории «Вечерний прайм»[60].

## Июль
- 1 июля —
  - В Крыму началась трансляция российских первого (РТРС-1), второго (РТРС-2) и третьего (регионального) мультиплексов цифрового эфирного телевидения[61][62];
  - Запуск телекомпанией «Первый ТВЧ» новых каналов — познавательного «Eureka HD» («Эврика») и семейного телеканала о животном мире «Animal Family HD»[63];
  - Прекращение вещания украинского кулинарного телеканала «Меню-ТВ»[64].
- 8 июля — В Молдавии начал вещание круглосуточный телеканал «Realitatea TV»[65].
- 31 июля — Начало вещания украинского информационного телеканала «Rabinovich-TV»[66].

## Август
- 1 августа —
  - Смена логотипа и графического оформления на телеканале «Disney»[67];
  - В Краснодаре запущен детско-юношеский спортивный кабельный телеканал Sport Kids Channel (SKchannel)[68][69].
- 23 августа — Премьера 8-го сезона британского телесериала «Доктор Кто»[70], признанного «самым продолжительным научно-фантастическим сериалом в мире»[71].
- 24 августа — Начало официального вещания медиахолдингом «1+1 медиа» украинского международного информационного телеканала на английском языке «Ukraine Today» (UT)[72], тестовое вещание которого велось с 8 августа[73].

## Сентябрь
- 1 сентября —
  - Официальное начало вещания телеканала «ТНТ-Comedy», заменившего собой телеканал «Comedy TV»[74][75];
  - Запуск телеканала «Hunting-Action», посвящённого охоте и рыбалке[75];
  - Начало вещания в России музыкального телеканала «C Music TV HD[англ.]»[75];
  - Начало вещания в Магнитогорске нового телеканала «Знак-ТВ»[76];
  - Ребрендинг эротического телеканала «Daring!TV» в «Private TV»[77].
  - Смена оформления и слогана украинского «Нового канала»[78].
- 8 сентября — Официальное начало вещания компанией «Ростелеком» нового круглосуточного фильмового телеканала высокой чёткости «Страшное HD»[79].
- 9 сентября — Телеканал «TLC Россия» изменил формат вещания с 4:3 на 16:9[80][81].
- 23 сентября —
  - Начало вещания российского видового телеканала о природе Сибири «Наша Сибирь HD»[82];
  - Телеканал «Universal Channel» изменил формат вещания с 4:3 на 16:9[83].
- 29 сентября — Изменение логотипа и графического оформления российского телеканала РБК.

## Октябрь
- 1 октября —
  - 6:00 МСК — Ребрендинг краснодарских «Девятого канала» и «Девятого канала. Орбита» в «Кубань 24» и «Кубань 24. Орбита»[84];
  - Переименование спортивных телеканалов «НТВ-Плюс Футбол» и «НТВ-Плюс СпортХит» в «Футбол 1» и «Футбол 3»[85];
  - Ребрендинг телеканала «Стиль и мода» в «Shop 24»[86].
- 15 октября —
  - 10:00 МСК — Переход телеканала «РЕН ТВ» на формат вещания 16:9[87];
  - 19:00 МСК — Смена логотипа, а также оформления на телеканале «Домашний»[88].
- 20 октября —
  - Запуск компанией «Макс Медиа» учебно-познавательного телеканала «ЕГЭ ТВ», посвящённого Единому государственному экзамену[89].
- 22 октября — Оператор спутникового телевидения «Триколор ТВ» первым в России начал регулярное вещание телеканала в стандарте Ultra HD (4K)[90].
- 28 октября — Луганская областная государственная телерадиокомпания возобновила вещание из Северодонецка[91].
- 30 октября — Начало вещания в Великобритании нового информационного телеканала «RT UK»[92].

## Ноябрь
- 1 ноября —
  - Начало тестового вещания в Кыргызстане цифрового эфирного телевидения в стандарте DVB-T2[93];
  - Прекращение предоставления услуг и закрытие российского оператора непосредственного спутникового вещания «Рикор-ТВ»[94];
  - Начало вещания холдингом ВГТРК международного телеканала российских многосерийных телефильмов и сериалов «Бестселлер»[95];
  - Переход украинских музыкально-развлекательных телеканалов «М1»[96] и «М2»[97] на формат вещания 16:9;
  - Смена логотипа и графического оформления на телеканале «Звезда»[98].
- Смена логотипа и графического оформления украинского музыкального телеканала «RU Music».
- 5 ноября — Ребрендинг европейской версии телеканала «MGM Channel[англ.]» в «AMC[англ.]»[99].
- 14 ноября — Начало вещания саратовского регионального телеканала «Саратов 24»[100];
- 21 ноября — В Ульяновске началось аналоговое эфирное вещание (41 ТВК) телеканала «ТВ Центр»[101].

## Декабрь
- 1 декабря —
  - Запуск в кабельных сетях «Ростелеком» и «OnLime» «Телеканала Деда Мороза», вещание которого будет осуществляться до 31.01.2015 года[102];
  - Ребрендинг африканской версии телеканала «MGM Channel[англ.]» в «AMC»[103].
- 5 декабря — Прекращение вещания российского оператора спутникового телевидения «Радуга ТВ»[104].
- 11 декабря — Медиа-холдинг «Медиа Группа Украина» объявил о приобретении украинского общенационального медицинского телеканала «Эскулап TV»[105].
- 12 декабря — Официальное начало вещания в Узбекистане негосударственного молодёжно-ориентированного телеканала «Mening Yurtim» («MY5»), тестовое вещание которого велось с 12 ноября[106].
- 14 декабря — Вышел последний выпуск программы «Большие гонки» на Первом канале.
- 16 декабря --- Стало известно что французские музыкальные телеканалы M6 Music Black и M6 Music Club прекратят вещание в полночь с 3 на 4 января 2015 года.
- 18 декабря[нет в источнике] — Саратовский региональный телеканал «Саратов 24» получил эфирную лицензию на вещание в городе Балашове, на 23 ТВК (вместо «ТНТ»)[107][108][неавторитетный источник].
- 23 декабря — Катарская телекомпания «Аль-Джазира» объявила о временном прекращении вещания своего телеканала в Египте[109].
- 26 декабря, 18:00 МСК — Начало тестового вещания телеканала «Amedia Hit», транслирующего телесериалы[110][неавторитетный источник].
- 29 декабря —
  - Телеканалы «Rusong TV»[111] и «Bridge TV»[112] из-за поправок в закон «О рекламе» перерегистрированы в Роскомнадзоре в качестве «специализированных рекламных телеканалов»[нет в источнике];
  - Телеканал «Мир 24» перешёл на вещание в формате 16:9[113][неавторитетный источник].
- 31 декабря — Прекращение вещания и закрытие французских телеканалов «TF6[фр.]»[114] и «Stylia[фр.]»[115].

## Без точных дат
- Начало вещания на территории России канала «Bollywood HD»[116].
- Начало вещания на территории России спортивного телеканала «Fuel TV HD»[117].
- Начало вещания русскоязычной версии телеканала «Museum HD»[75].
- Начало вещания белорусского телеканала «Первый музыкальный» в стандарте высокой чёткости (HD)[118].